# Industria de defensa de Israel
La industria de defensa de Israel (en hebreo: תעשייה ביטחונית בישראל) es un sector estratégico importante de la economía de Israel y un gran empleador, así como un importante proveedor de las Fuerzas de Defensa de Israel (FDI). Israel es uno de los principales exportadores mundiales de equipamiento militar, representando el 10% del total mundial en 2007. En el año 2017, tres compañías israelíes figuraban en el índice del Instituto Internacional de Estudios para la Paz de Estocolmo. Entre las 100 principales compañías de servicios militares y de producción de armas del mundo se encontraban las compañías israelíes: Elbit Systems, Israel Aerospace Industries y Rafael Advanced Defense Systems.
La industria de defensa en Eretz Israel es un sector estratégico importante y un gran empleador dentro del país. También es un jugador importante en el mercado mundial del comercio de armas y es el sexto mayor exportador de armas del Mundo desde el año 2014.
Los acuerdos totales de transferencia de armas superaron los 12.900 millones de dólares estadounidenses entre los años 2004 y 2011.
Hay más de 150 empresas de defensa activas con sede en el Estado de Israel con unos ingresos combinados de más de 3.500 millones de dólares estadounidenses al año.
Las exportaciones israelíes de equipos de defensa alcanzaron los 7.000 millones de dólares USA en el año 2012, lo que representa un aumento del 20% por ciento de la cantidad de exportaciones relacionadas con la industria de la defensa en el año 2011. Gran parte de las exportaciones se venden a los Estados Unidos de América y a Europa. Otras regiones importantes que compran los equipos de defensa israelíes incluyen el Sudeste Asiático y América Latina.
La nación de la India también es un país importante para las exportaciones de armamento israelí, y sigue siendo uno de los mayores compradores de armas israelíes del Mundo.

## Historia

### Años 1930-1970

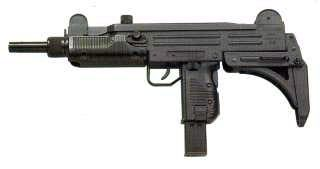
El subfusil Uzi diseñado en Eretz Israel, fue exportado a muchas naciones.

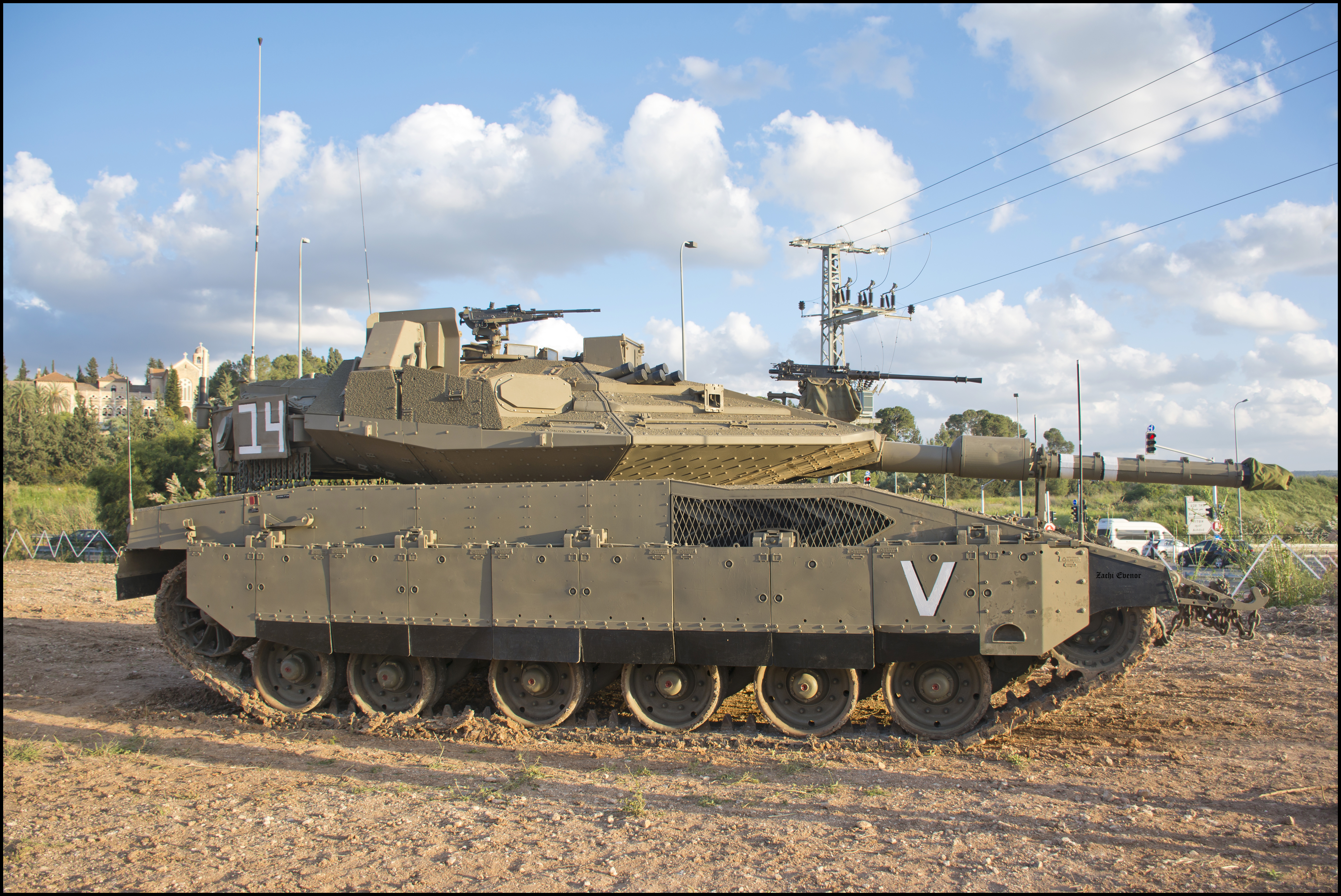
El carro de combate Merkava Mk IV está equipado con el sistema de protección activa Trophy.

La fabricación de armas pequeñas y explosivos para las organizaciones clandestinas precursoras de las FDI había comenzado en las fábricas de armas secretas durante la década de 1930. Las unidades judías que lucharon en la Guerra de Independencia de Israel entre los años 1947 y 1949, combatieron con metralletas Sten, granadas, morteros ligeros, cañones antitanque, lanzallamas y municiones ligeras, una gran parte de las cuales se produjeron en la Tierra de Israel con maquinaria excedente de los Estados Unidos de América, adquirida como chatarra después de la Segunda Guerra Mundial. Después de la Independencia de Israel en 1948 y la partida de los británicos, el nuevo estado podía importar una gran cantidad de aviones, tanques y artillería construidos durante la Segunda Guerra Mundial. La industria armamentística israelí se especializó en mejorar y revisar dichos equipos. El subfusil Uzi fue diseñado por Uziel Gal en Israel, entró en servicio en 1954 y fue adoptado por las fuerzas de seguridad y el ejército de muchas naciones. El subfusil Uzi se convirtió en un gran éxito de exportación, proporcionando los ingresos necesarios para la industria de armas israelí. El acuerdo de armas egipcio-checoslovaco de 1955, y la Guerra del Sinaí de 1956, dieron un nuevo impulso a la producción nacional de armas. La decisión de Israel de convertirse en un importante productor de armamento se produjo después del embargo de armas impuesto por Francia, entonces el principal proveedor de armas de Israel, justo antes del estallido de la Guerra de los Seis Días en junio de 1967.

### Años 1970-1990

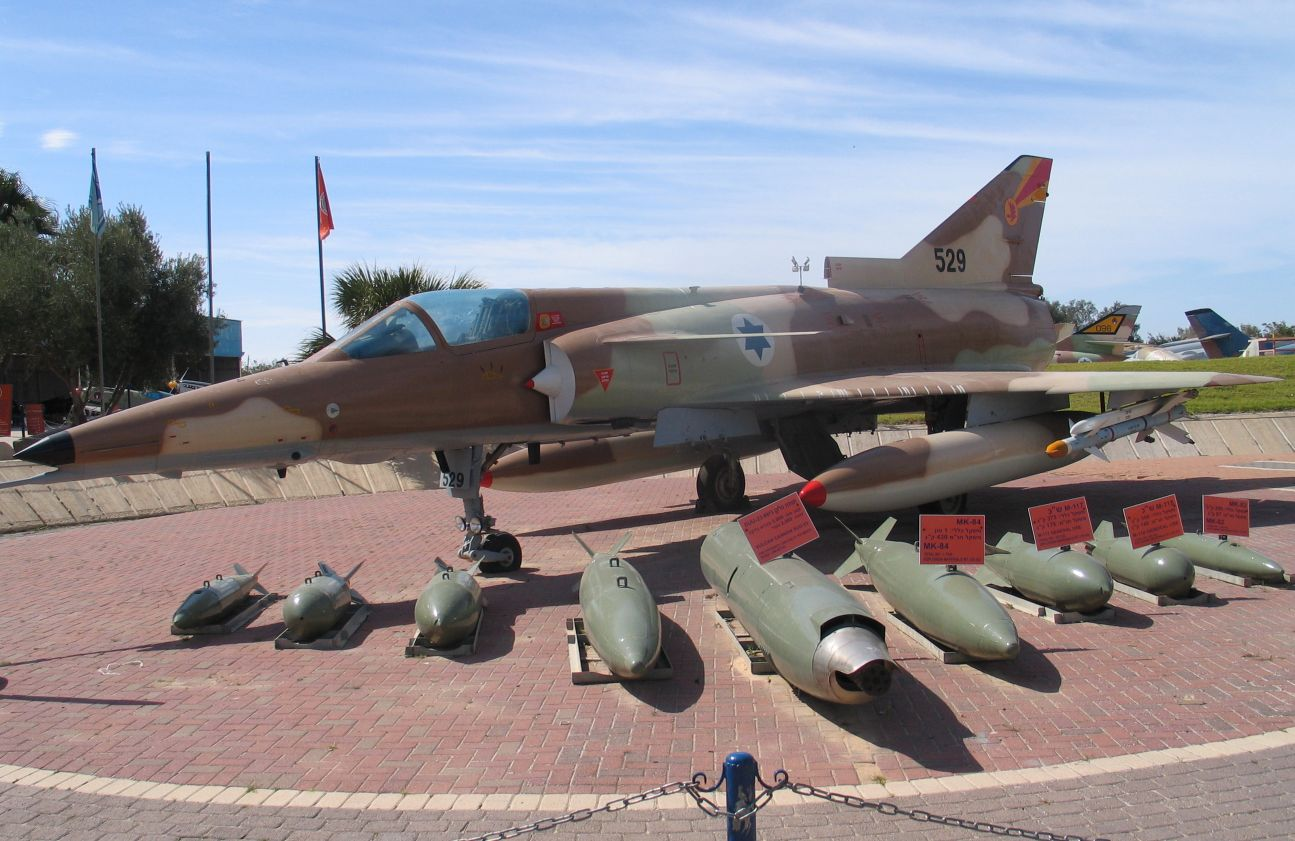
Avión de combate IAI Kfir.

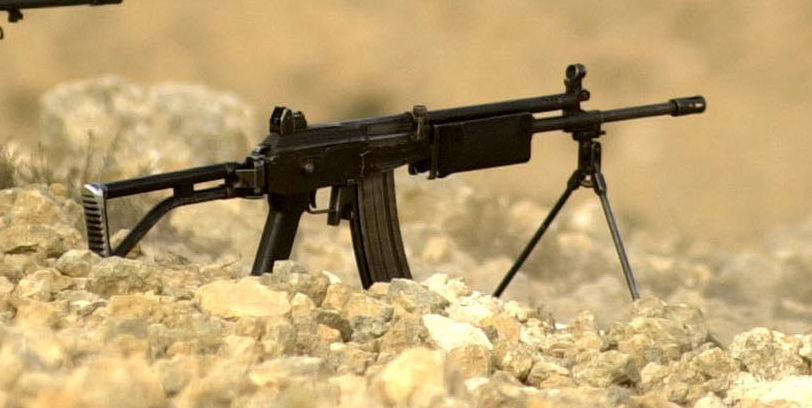
Fusil de asalto IMI Galil.

A mediados y finales de la década de 1970, los proveedores de armas nacionales estaban entregando la mayor parte del armamento a las FDI. Estos sistemas incluyeron los barcos lanzamisiles de la Clase Sa'ar 4, el avión de combate IAI Kfir, el misil Gabriel y el carro de combate Merkava. El Kfir estaba basado en los planos del Mirage III francés, y fue adquirido clandestinamente a través de un proveedor suizo, el avión funcionaba con un motor de reacción General Electric J79 de los Estados Unidos, pero incorporaba componentes diseñados y producidos por Israel, para el control de vuelo y los sistemas de entrega de armas. La producción nacional redujo los costos de divisas para las importaciones, proporcionó un grado de autosuficiencia contra el riesgo de embargo de armas, y facilitó la adaptación de los diseños de equipos extranjeros para cumplir con los requerimientos israelíes. Una alta concentración de científicos, ingenieros y técnicos bien calificados, una creciente base industrial, y un flujo de recursos gubernamentales hacia la investigación y el desarrollo militar, facilitaron la rápida expansión del equipo militar producido localmente. Las autoridades afirmaron que las nuevas empresas de la industria armamentística, especialmente en el campo de la electrónica, habían estimulado el sector civil de la alta tecnología, contribuyendo directamente a un aumento de los ingresos de las exportaciones. Esta afirmación ha sido disputada por economistas israelíes, que concluyeron que los 700 millones de dólares estadounidenses gastados anualmente en investigación y desarrollo militar, habrían producido cinco veces el valor de los ingresos de exportación si se hubieran gastado directamente en investigación y desarrollo civil. Incluso entre los líderes gubernamentales hubo una creciente comprensión de que la industria de defensa se había vuelto demasiado grande, y que el gobierno no debía estar obligado a rescatar a las grandes empresas de defensa en dificultades financieras. 
En 1988, había más de 150 empresas relacionadas con la defensa en Eretz Israel, y estas empresas se clasificaron en tres categorías de propiedad: empresas estatales, empresas privadas, y empresas de propiedad mixta. 
Una empresa se dedicó al desarrollo de armamento, también era conocida como Rafael Advanced Defense Systems, Rafael era la principal agencia de investigación y desarrollo militar, responsable de convertir los requirimientos de municiones de las unidades de campo de las FDI, en proyectos de investigación y desarrollo. Rafael estaba bajo la supervisión directa del Ministerio de Defensa de Israel.
El empleo total en el sector de la defensa alcanzó a 65.000 personas a mediados de la década de 1980, más del 20% por ciento de la fuerza laboral industrial. Sin embargo, en 1988, la reducción del presupuesto de defensa, y la contracción del mercado mundial de armas, habían expuesto a la industria de defensa a graves pérdidas financieras, y a despidos que redujeron la fuerza laboral a unos 50.000 empleados.
La mayor de las firmas de defensa fue la corporación propiedad del gobierno, llamada Israel Aerospace Industries (IAI), que fabricaba los aviones Kfir y Arava, el vehículo blindado ligero RBY MK 1, los misiles antibuque Gabriel, y las lanchas patrulleras de alta velocidad. Israel Aerospace Industries (IAI), comenzó en 1933 con un pequeño taller de maquinaria, y luego se ocupó del mantenimiento y la mejora de la variada colección de aviones adquiridos por la Fuerza Aérea de Israel durante la Guerra de la Independencia. IAI continuó especializándose en la revisión y la  modernización de toda la gama de aviones presentes en el inventario de la fuerza aérea. Hasta la cancelación del proyecto del avión de combate Lavi en 1987, la industria aeroespacial de Israel se encargó del desarrollo del proyecto.
Las industrias militares de Israel (en inglés: IMI Systems), otro conglomerado propiedad del gobierno isrelí, produjeron el subfusil Uzi, los fusiles de asalto Galil y Tavor, explosivos, propulsores, proyectiles de artillería, y municiones ligeras. IMI también se especializó en la mejora y la conversión de los carros de combate y los vehículos blindados.
Tadiran Electronic Industries, era la empresa privada más grande dedicada a la producción de artículos para la defensa, en particular las comunicaciones, la guerra electrónica, y los sistemas de mando y control, así como los aviones de reconocimiento sin piloto (VANT), de los cuales Israel se había convertido en un fabricante líder. 
Soltam Systems es una empresa privada que estaba especializada en los morteros y las municiones de artillería.
El crecimiento de la industria de defensa se logró mediante una mezcla de tecnología importada e innovación israelí. Las empresas israelíes compraron los derechos de producción, y fundaron empresas conjuntas con empresas extranjeras para fabricar productos y componentes. Casi todas las empresas de electrónica tenían vínculos con los productores de los Estados Unidos. Los acuerdos de compra de equipo militar extranjero, frecuentemente especificaban que los datos de producción y la información del diseño, junto con los derechos de producción conjunta, se debían compartir con Israel. Sin embargo, las empresas estadounidenses a menudo eran reacias a suministrar tecnología avanzada, debido al temor a que Israel adaptara la tecnología para su uso en artículos, que luego se exportarían a países del Tercer Mundo. Algunas empresas estadounidenses temían que la cooperación mutua alentaría la competencia israelí en el mercado mundial global.

### Años 1990-2020

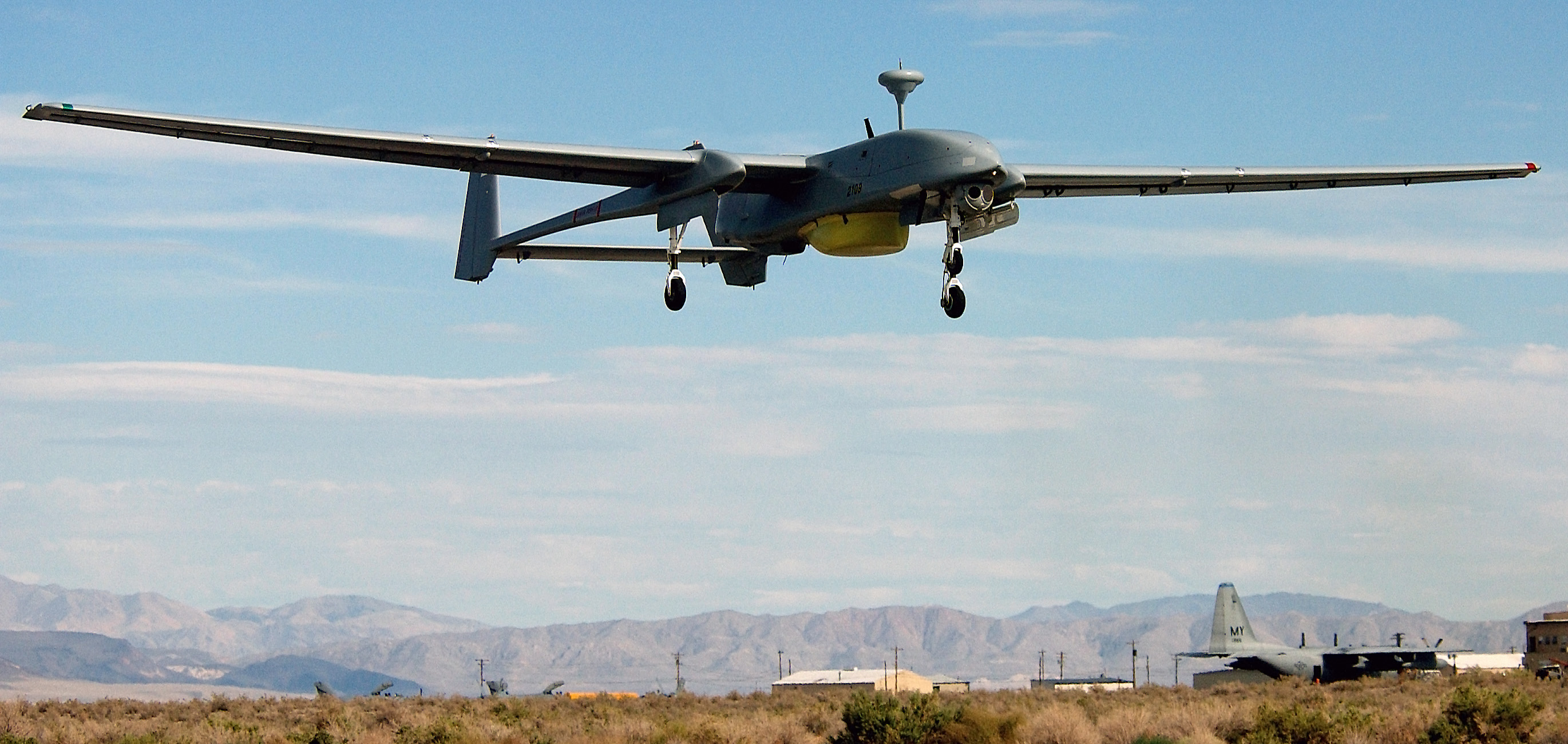
IAI Heron en vuelo.

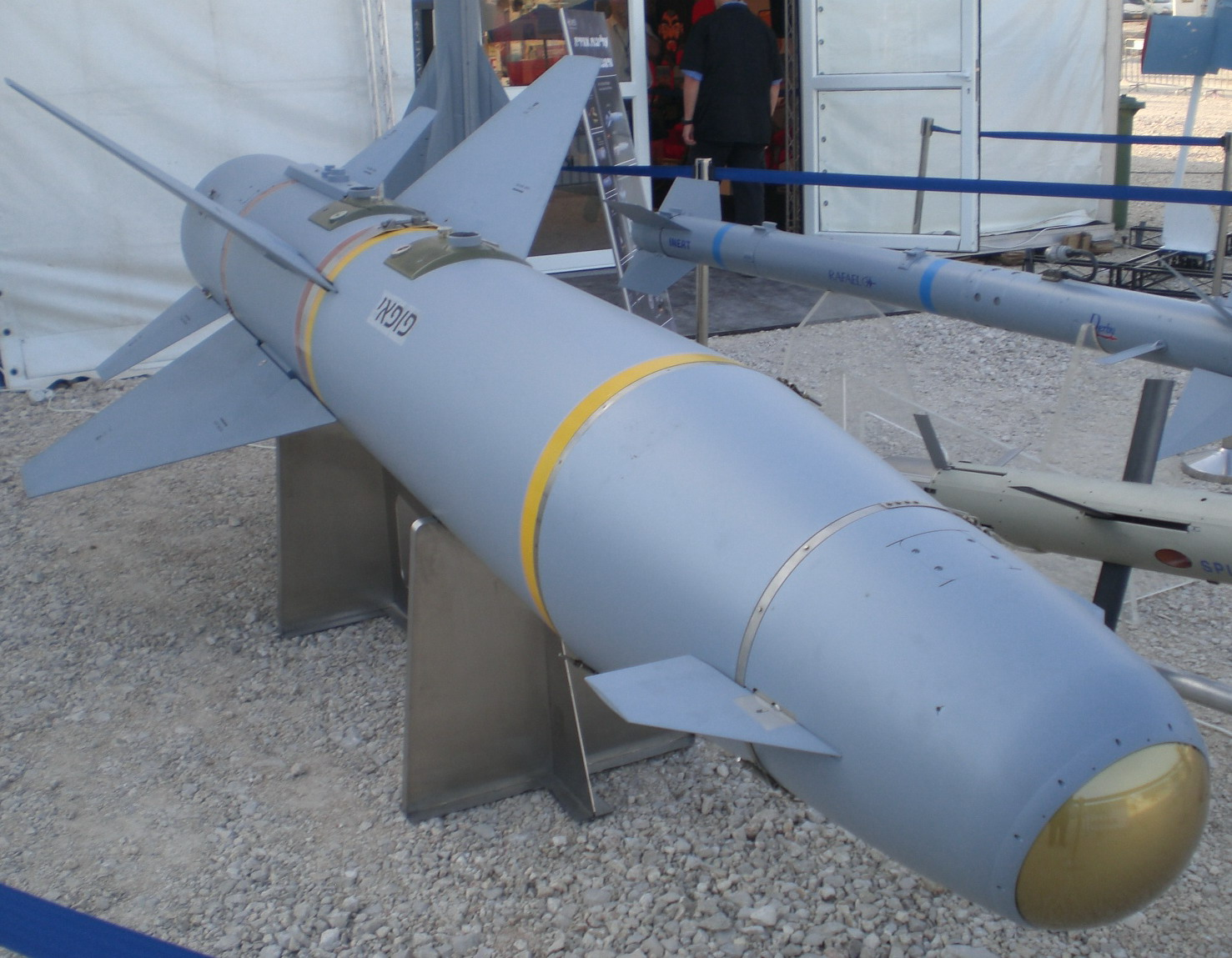
Misil aire-superficie AGM-142 Have Nap.

Israel Aerospace Industries (IAI) es uno de los principales fabricantes aeroespaciales de Israel. El IAI produce sistemas aéreos tanto para uso militar como civil. Tenía 16,000 empleados en 2007. IAI es propiedad exclusiva del gobierno de Israel. Israel es considerado el principal exportador de vehículos aéreos no tripulados (VANT) del Mundo. Según el Instituto Internacional de Estudios para la Paz de Estocolmo, las compañías de defensa israelíes estaban detrás del 41% de todos los drones exportados entre los años 2001 y 2011. IMI Systems, es un fabricante de armas israelí, produce armas de fuego, municiones y tecnología militar, principalmente para las FDI y las fuerzas de seguridad israelíes. Sus armas son muy populares en todo el mundo. En 2005, la división de armas ligeras de IMI fue privatizada y pasó a llamarse Israel Weapon Industries (IWI). IWI forma parte de un grupo de empresas que desarrolla y produce una amplia gama de armas y rifles utilizados por ejércitos y fuerzas del orden en todo el Mundo. Rafael Advanced Defense Systems, también conocido como Rafael, es una compañía israelí de tecnología de defensa, fue fundada como un laboratorio nacional de investigación y desarrollo para la defensa, y fue creada para desarrollar armas y tecnología militar, está bajo la supervisión del ministerio de defensa de Israel. En 2002 se constituyó como una sociedad limitada. Rafael desarrolla y produce armas, tecnologías militares y de defensa para las Fuerzas de Defensa de Israel, y también exporta armas al extranjero. Todos sus proyectos actuales en desarrollo están clasificados de alto secreto.